# Mont-Saint-Martin (Aisne)
Mont-Saint-Martin – miejscowość i gmina we Francji, w regionie Hauts-de-France, w departamencie Aisne.
Według danych na rok 1990 gminę zamieszkiwało 37 osób, a gęstość zaludnienia wynosiła 6 osób/km². W styczniu 2014 roku Mont-Saint-Martin zamieszkiwały 93 osoby, przy gęstości zaludnienia 15,1 osób/km².